# Guglielmo Carraroli

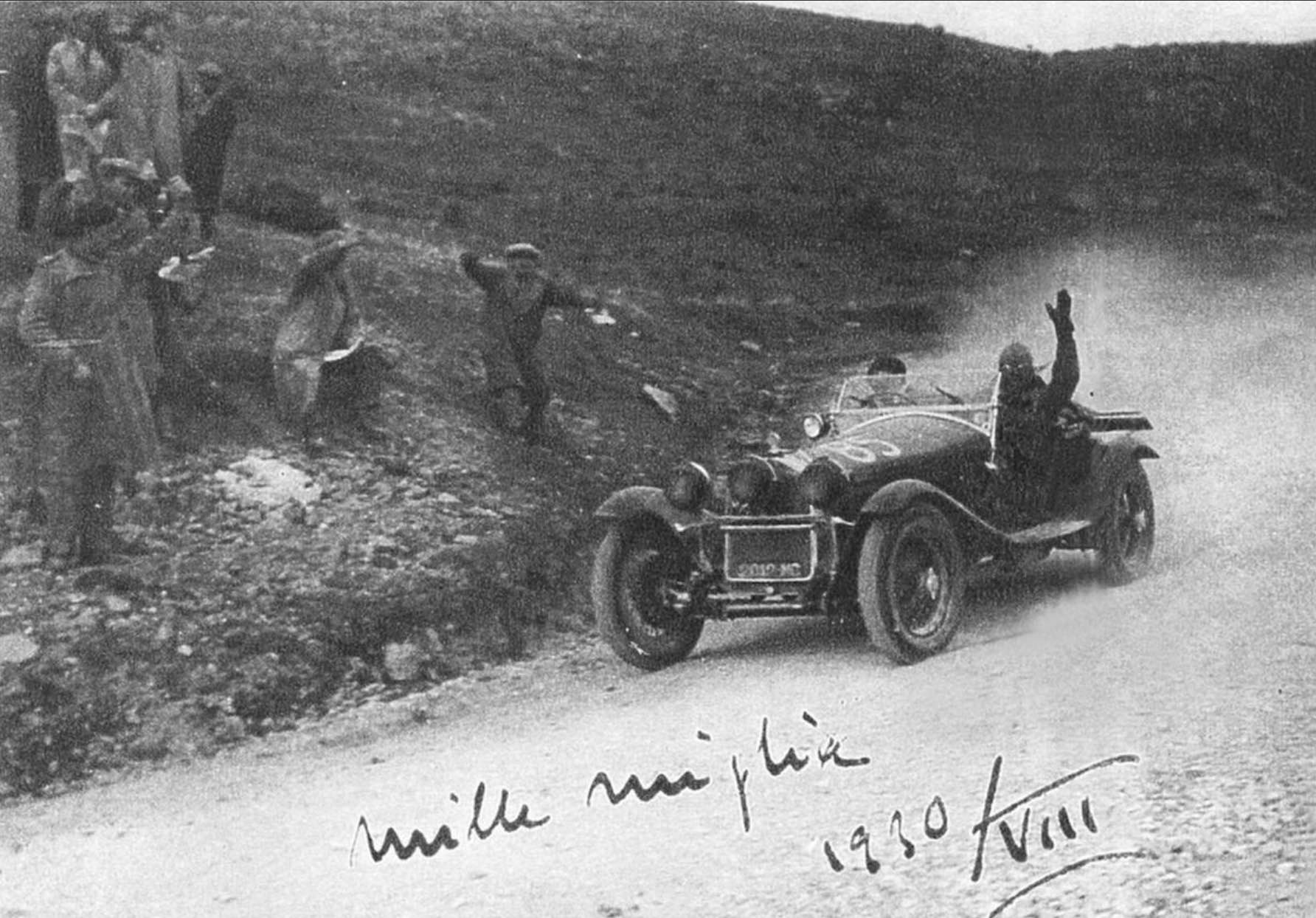
Guglielmo Carraroli mit Luigi Scarfiotti im Alfa Romeo 6C 1750 SS bei der Mille Miglia 1930

Guglielmo Carraroli war ein italienischer Motorsporttechniker, Autorennfahrer und späterer Teambesitzer.

## Karriere im Motorsport
Guglielmo Carraroli war in den frühen 1920er-Jahren Rennmechaniker und viele Jahre Beifahrer von Enzo Ferrari. Später übte er diese Funktion unter anderem bei Luigi Arcangeli und Mario Ghersi aus. Mit Arcangeli siegte er 1930 beim Circuito del Sud.
1931 begann er als Werksfahrer der Scuderia Ferrari selbst Rennen zu fahren. Er bestritt sowohl Monoposto- als auch Sportwagenrennen. 1934 wurde er Elfter beim Gran Premio di Tripoli und ein Jahr später bei dieser Rennveranstaltung Neunter.
Im Sportwagen gewann er 1931 für die Scuderia die Targa Puglia; wobei er sich bei diesem Rennen mit Francesco Severi am Steuer eines Alfa Romeo 6C 1750 ablöste. 1932 wurde er Fünfter bei der Mille Miglia und 1933 Dritter bei der Coppa della Sila.
Nach dem Zweiten Weltkrieg leitete er ein eigens Rennteam; Fahrzeuge seines Teams waren unter andern bei der Tour de France für Automobile 1953 und 1954 gemeldet. 1954 erreichten Jacques Péron und R. Bertramnier auf einem Osca MT4 1500 den dritten Gesamtrang.